# Мариуполь (Омская область)
Мариу́поль — упразднённая деревня в Шербакульском районе Омской области. Входила в состав Славянского сельского поселения. Исключена из учётных данных в 1973 г.

## История
Основана в 1912 году. В 1928 г. состояла из 43 хозяйств. В составе Славянского сельсовета Борисовского района Омского округа Сибирского края.

## Население
По переписи 1926 г. в деревне проживало 235 человек (128 мужчин и 107 женщин), основное население — украинцы.